# روسولا ألبية
روسولا ألبية (الاسم العلمي: Russula alpina) هي نوع من الفطريات يتبع جنس الروسولا من الفصيلة الروسولية               .	